# 印度广播公司
印度广播公司（प्रसार भारती，Prasar Bharati），为印度联邦政府新闻广播部下属的公共廣播公司，成立於1997年11月23日，旗下有对印度拥有巨大影响力的全印电视台和全印广播电台两个子公司，为印度垄断传媒机构。